# Липанов, Алексей Матвеевич
Алексей Матвеевич Липанов (род. 3 марта 1935, пос. Усть-Баргузин Баргузинского района Бурят-Монгольской АССР) — советский и российский учёный, действительный член Российской академии наук, член КПСС, член КПРФ. Лауреат Государственной премии СССР. Почётный гражданин Удмуртской Республики.

## Биография
Отец А. М. Липанова, Матвей Кириллович (1912—1966), этнический бурят, родом из крестьян, работал заместителем директора Усть-Баргузинского рыбкомбината, а потом бригадиром. Мать, Евдокия Ивановна (1912—1971), занималась домашним хозяйством. В семье было 8 детей. Алексей после окончания Усть-Баргузинской средней школы (1953) работал в Баргузинском леспромхозе разнорабочим, затем электропильщиком на лесозаготовках. В 1954 году поступил на спецотделение физического факультета Томского государственного университета, среди его учителей были В. Е. Зуев, П. С. Соломин, В. В. Поттосин, В. Н. Вилюнов, М. С. Горохов, Т. М. Платова и др. В школе и в университете занимался спортом (лыжи, волейбол, лёгкая атлетика), входил в состав сборной университета и области по лёгкой атлетике. На 3-м и 4-м курсах избирался секретарём бюро ВЛКСМ факультета, на 4-м и 5-м — членом комитета комсомола университета. В 1956 году принимал участие в уборке урожая на целинных землях Казахстана, был отмечен благодарностью ректора и награждён медалью «За освоение целинных и залежных земель». Проявил себя талантливым организатором молодёжи и был принят в ряды КПСС. Окончил Томский университет (1959) по специальности «баллистика» с квалификацией «баллистик». После окончания университета работал инженером, затем начальником отдела, начальником вычислительного центра предприятия п/я № 14 (НИИ-125, Научно-исследовательский химико-технологический институт, Научно-производственное объединение «Союз», Федеральный центр двойных технологий «Союз») в Подмосковье.
Под руководством профессора Р. Е. Соркина и академика Б. П. Жукова занимался математическим моделированием физико-химических процессов, происходящих в ракетных двигателях на твёрдом топливе (РДТТ), участвовал в создании первой советской управляемой твердотопливной ракеты с подвижным стартом «Темп-С». В 1965 году защитил диссертацию на соискание учёной степени кандидата технических наук.
С 1967 участвовал в создании межконтинентальной ракеты «Темп-2С». К 1974 году с его участием были разработаны две системы автоматизированного проектирования зарядов к ракетным двигателям на твёрдом топливе и система автоматизированной обработки экспериментальной информации. В 1970 году защитил докторскую диссертацию, посвящённую решению двух проблем: обоснованию применимости одномерной газодинамической модели при исследовании внутрикамерных процессов и исследованию случайных полей скорости горения заряда по его объёму. Исследовал в эксперименте физико-химические процессы, происходящие при горении твёрдых топлив в их прогретых слоях и примыкающей к поверхности раздела фаз газовой фазе. Участвовал в создании лаборатории горения твёрдых топлив.
В 1975 присвоено учёное звание «профессор» по специальности «Механика жидкости, газа и плазмы», в том же году включён в состав межведомственной комиссии по проектированию морской твердотопливной управляемой ракеты «Тайфун».
Затем в течение 8 лет работал ректором Ижевского механического института, где создал конструкторское бюро при машиностроительном факультете, ряд отраслевых и проблемных лабораторий, способствовал оснащению института мощной вычислительной техникой. Под его руководством велось активное жилищное строительство: построены два учебно-лабораторных корпуса, четыре жилых дома, два 12-этажных общежития квартирного типа, столовая, дворец культуры, профилакторий, детский комбинат, загородная экспериментальная база, загородная база отдыха.
В 1983 году назначен заместителем министра высшего и среднего специального образования РСФСР по науке. С его участием создавались малые экономические формы, позволяющие привлечь в вузы средства для оснащения их приборами и оборудованием; производства, конструкторские бюро и заводы при вузах. В 1987 году избран членом-корреспондентом Академии наук СССР.
С 1988 году по приглашению академика Г. А. Месяца начал трудовую деятельность в Академии наук. Им создан Институт прикладной механики и Удмуртский научный центр, в составе центра образованы ряд филиалов и отделов, являющихся подразделениями институтов Уральского отделения Академии наук.
Действительный член Российской академии наук с 2000 года.
Ведёт активную научную деятельность в Удмуртском научном центре. Директор Института механики УрО РАН, председатель президиума Удмуртского научного центра Уральского отделения РАН. Председатель Уральско-Волжского отделения Совета по горению РАН, член международного Союза пиротехников (США), Почётный член индийского Клуба пиротехников, член экспертного Совета ВАК России по математике и механике. Является главным редактором журнала «Химическая физика и мезоскопия», членом редколлегии ряда журналов («Физика горения и взрыва», «Теплофизика и аэромеханика», «Вычислительная механика сплошных сред», Eurasian physical technical journal).

## Семья
Женат на Людмиле Николаевне (дев. Стукалина, род. 1936). Она окончила спецотделение физического факультета ТГУ, кандидат технических наук. Работала в НПО «Союз», затем преподавала в Ижевском механическом институте. Их дети: Андрей (род. 1960), предприниматель, окончил МФТИ, кандидат физико-математических наук; Иван (род. 1967), окончил МГУ, активный член КПРФ.

## Политические взгляды
А. М. Липанов был членом КПСС, в 1990-е годы создал партийную организацию КПРФ, где вместе с ним работают 16 докторов и кандидатов наук, представляющих различные институты Удмуртского научного центра. Коммунист Липанов видит себя как борца за дело бедняков. Организатор «Маслюковских чтений».

## Научный вклад
Впервые в мире создал метод исследования турбулентных потоков теоретическими средствами, который оказался физически состоятельным и позволяет получить общее решение данной проблемы. Метод позволяет без дорогостоящих натурных испытаний и без использования аэродинамических труб оптимально подойти к проблеме проектирования летательных, наземных и различных подводных аппаратов, сократить сроки создания новых образцов вооружения и военной техники.
Разработал физическую, химическую и математическую модели процессов, протекающих в прогретом реакционном слое горящего смесевого твёрдого ракетного топлива. Выполнил математическое описание данных моделей, получил формулы линейных скоростей горения как классических, так и современных смесевых твёрдых ракетных топлив.
Инициатор и участник проектирования и ввода в эксплуатацию уникальной плазмогазодинамической установки — плазматрона («ЛипаТрон 2000») для получения наночастиц; разработал «горячий» и «холодный» методы создания наночастиц и нанотрубок.
Соавтор работ: по созданию универсальных мельниц для измельчения сельскохозяйственного сырья и горных пород; по получению макрохарактеристик веществ (в том числе металлов и полимеров) последовательным увеличением количества атомов в частице; решению ряда проблем для наноструктур: закачке молекул водорода в углеродные нанокапсулы с последующим их истечением при заданных условиях; исследованию размеров наночастиц и их поверхности; определению с заданной точностью местоположений различных образований на наночастицах; созданию и осуществлению технологий получения атомарноострых игл и многие другие.
Именем Академика Липанова назван параметр, характеризующий эрозионное горение твёрдого ракетного топлива — число Булгакова-Липанова. Автор — профессор Сабденов, Каныш Оракбаевич. Использование числа Булгакова-Липанова оказывается универсальным средством для определения области доминирования положительной или отрицательной эрозии. Число Булгакова-Липанова активно используется в практике проектирования РДТТ.
Подготовил более 60 докторов и кандидатов наук. Автор 16 монографий, соавтор 65 изобретений и более 600 научных статей в отечественных и зарубежных журналах.

## Основные работы
- Аликин В. Н., Липанов А. М., Серебренников С. Ю. и соавт. Пороха, топлива, заряды = Powders, Fuels, Charges. — М.: Химия, 2004. — Т. 2: Заряды народохозяйственного назначения. — 202 с. — 1000 экз. — ISBN 5-7245-1219-X.
- Булгаков В. К., Кодолов В. И., Липанов А. М. Моделирование горения полимерных материалов. — М.: Химия, 1990. — 237 с. — 1500 экз. — ISBN 5-7245-0557-6.
- Булгаков В. К., Липанов А. М. Теория эрозионного горения твёрдых ракетных топлив. — М.: Наука, 2001. — 137 с. — 500 экз. — ISBN 5-02-002750-2.
- Ваулин С. Л., Липанов А. М., Феофилактов В. И. Внутренняя баллистика низкотемпературных твердотопливных газогенераторов: учеб. пособие. — Челябинск: Изд-во ЮУрГУ, 2005. — 220 с. — 50 экз. — ISBN 5-696-02986-8.
- Ерохин Б. Т., Липанов А. М. Нестационарные и квазистационарные режимы работы РДТТ. — М.: Машиностроение, 1977. — 200 с. — 1110 экз.
- Калинин В. В., Ковалёв Ю. Н., Липанов А. М. Нестационарные процессы и методы проектирования узлов РДТТ. — М.: Машиностроение, 1986. — 214 с. — 2050 экз.
- Липанов А. М. Теоретическая гидромеханика ньютоновских сред. — М.: Наука, 2011. — 550 с. — 400 экз. — ISBN 978-5-02-037481-2.
- Липанов А. М. Физико-химическая и математическая модели горения смесевых твёрдых топлив. — Ижевск: ИПМ УрО РАН, 2007. — 112 с. — 300 экз.
- Липанов А. М., Алиев А. В. Проектирование ракетных двигателей твёрдого топлива: [Учеб. для вузов по направлению «Авиац. и ракет.-космич. техника» и спец. «Двигатели и энерг. установки космич. техники», «Авиац. и ракет.-космич. теплотехника»]. — М.: Машиностроение, 1995. — 399 с. — 1000 экз. — ISBN 5-217-02650-2.
- Липанов А. М., Андреев В. В. Метод декомпозиции времени в моделировании физических задач. — Ижевск: РИО Института прикладной механики УрО РАН, 2009. — 70 с. — 100 экз.
- Липанов А. М., Бобрышев В. П., Алиев А. В. и соавт. Численный эксперимент в теории РДТТ / Под ред. А. М. Липанова. — Екатеринбург: Наука; Урал. изд. фирма, 1994. — 300 с. — 600 экз. — ISBN 5-02-007404-7.
- Липанов А. М., Кисаров Ю. Ф., Ключников И. Г. Численный эксперимент в классической гидромеханике турбулентных потоков. — Екатеринбург: УрО РАН, 2001. — 160 с. — 300 экз. — ISBN 5-7691-1140-2.
- Липанов А. М., Стрелков Н. С., Ураков А. Л. и др. Способ и устройство для промывания желудка, Патент РФ 2329072,. — Институт прикладной механики УрО РАН: Роспатент, 2007. — 5 с.

См. также список публикаций Липанова А. М. на сайте Института механики УрО РАН

## Награды
- Орден «За заслуги перед Отечеством» IV степени (2006)[4]
- Орден Дружбы (1999)[5]
- Медаль «За освоение целинных и залежных земель» (1956)
- Медаль «В ознаменование 100-летия со дня рождения Владимира Ильича Ленина» (1970)
- Орден «Знак Почёта» (1980)
- Государственная премия СССР (1985)
- Премия Правительства Российской Федерации в области науки и техники (1998)[6]
- Заслуженный деятель науки Удмуртской Республики
- Почётный гражданин Удмуртской Республики
- премия УрО РАН имени академика А. Ф. Сидорова.
- Премия имени Ф. А. Цандера РАН (2014)[7]